# Jardin Jane-Avril
La jardin Jane-Avril est une voie située dans les 11e et 20e arrondissements de Paris, en France.

## Situation et accès
Le site est localisé au sud de la place Jean-Ferrat, sur le terre-plein central du boulevard de Ménilmontant, en direction de la rue des Panoyaux. Il est desservi par la ligne 2 du métro à la station Ménilmontant.

## Origine du nom
Le lieu a été nommé en mémoire de Jane Avril (1868-1943), artiste danseuse célèbre et reconnue de la vie de la nuit parisienne,, native du quartier de Belleville et inhumée à proximité, au cimetière du Père-Lachaise.